# Ергомышев, Лев Андреевич
Ергомы́шев Лев Андре́евич (1808, Таганрог — 20 января 1859, Феодосия) — капитан 1-го ранга российского флота, участник Синопского сражения и обороны Севастополя во время Крымской войны, кавалер ордена «Святого Станислава» 3 степени, ордена «Святой Анны» 3 степени, ордена «Святого Владимира» 3 степени, ордена «Святого Георгия» 4 степени.

## Биография
Лев Андреевич Ергомышев родился в 1808 году в городе Таганроге в семье дворян Херсонской губернии Ергомышева Андрея Григорьевича, капитана 2 ранга и кавалера ордена Святого Георгия 4 класса, и его жены Анны Ивановны. Лев Андреевич Ергомышев воспитывался в доме родителей и 18 февраля 1818 года поступил учеником в Черноморскую штурманскую школу. Сделал военную карьеру и получил звание капитана 1 ранга. Участвовал в Синопском сражении и обороне Севастополя во время Крымской войны, был награждён орденами и медалями. 5 октября 1854 года был ранен и направлен на лечение, скончался 20 января (2 февраля) 1859 года.
Лев Андреевич Ергомышев был женат на Комстадиус Марии Карловне, дочери предводителя дворянства Херсонской губернии, коллежского секретаря, поручика артиллерии в отставке Комстадиус Карла Фёдоровича и его жены, урожденной Альбрандт. Родной брат её матери, дядя Марии Карловны — Альбрандт Лев Львович (1804—1849) — генерал-майор, выдающийся деятель Кавказской войны.
У Льва Андреевича Ергомышева и его жены было пятеро детей:
- Ергомышева Софья Львовна (род. 12 января 1846) — педагогическая писательница,
- Ергомышева Любовь Львовна (род. 12 августа 1848),
- Ергомышева Мария Львовна (род. 22 июля 1850),
- Ергомышева Анна Львовна (род. 14 декабря 1851),
- Ергомышев Константин Львович (род. 22 апреля 1856 — ум. 1916) — генерал-лейтенант по Адмиралтейству.

## Военная карьера
Лев Андреевич Ергомышев начал свою военную карьеру 18 февраля 1818 года, поступив учеником в Черноморскую штурманскую школу. 19 марта 1824 года Ергомышев поступил на службу гардемарином на Черноморский флот и с 1824 года по 1826 год проходил морскую практику, плавая по Чёрному морю на корабле «Пармен», шлюпе «Диана» и бриге «Мингрелия». 25 сентября 1826 года Ергомышев Лев Андреевич был произведен в мичманы и продолжил службу в 11 флотском экипаже. 10 января 1827 года перевелся на Балтийский флот и до 1833 года служил на фрегате «Нева» и на корабле «Арсис» мичманом, а затем лейтенантом, будучи произведен в это чин 1 февраля 1833 года.

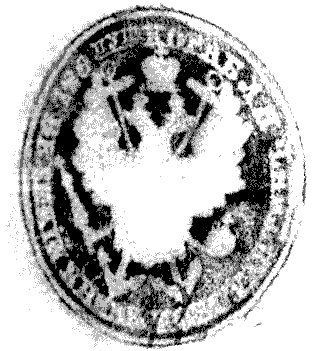
Оттиск печати линейного корабля «Великий князь Константин».

В 1834 году Лев Ергомышев возвратился на Черноморский флот и до 1838 года служил на корабле «Силистрия», а затем на фрегате «Браилов». За усердную и ревностную службу в 1837 году Ергомышев получил Высочайшее благоволение, а в 1838 году за отличие и храбрость в действительных сражениях против горцев 12, 13, 14 мая и 10 июля 1838 года при устье рек Туапсе и Шапсуго был награждён орденом «Святого Станислава» 3 степени с мечами.
В 1838—1839 годах на шхуне «Вестовой» Лев Ергомышев совершил переход из Севастополя в Константинополь, а оттуда через Дарданеллы в Эгейское море обратно в Севастополь. В 1840 году плавал по Черному морю на корабле «Силистрия», затем получил в командование шхуну «Ласточка», на которой плавал между Николаевым и Севастополем. В том же 1840 году 10 и 21 мая участвовал в высадке десантов у форта Вельяминовского и у Псезуапсе. В 1841—1842 годах плавал в Средиземном море, затем курсировал у берегов Абхазии.
26 марта 1844 года Лев Ергомышев был произведен в чин капитан-лейтенанта и назначен командиром брига «Тезей», на котором плавал между Николаевым, Севастополем и Одессой. С 1847 года Ергомышев командовал корветом «Андромаха», на котором плавал по Черному и Средиземному морям. В декабре 1849 года был награждён орденом «Святой Анны» 3 степени за отлично усердную и ревностную службу. С 1850 года Лев Андреевич Ергомышев командовал фрегатом «Флора», на котором курсировал у восточного берега Черного моря, а 6 декабря 1851 года был произведен в чин капитана 2 ранга и назначен командиром корабля «Силистрия».
За усердную и ревностную службу Ергомышев в 1852 году получил Высочайшее благоволение, а за выслугу на море 18-ти шестимесячных кампаний был награждён 26 ноября 1853 года орденом «Святого Георгия» 4 степени и назначен командиром еще только заложенного на стапелях в Николаеве линейного корабля «Великий Князь Константин». Весной 1853 года на линейном корабле «Великий Князь Константин» совместно с кораблем «Императрица Мария» совершил переход из Николаева в Севастополь к месту постоянного базирования.
18 ноября 1853 года в эскадре вице-адмирала Нахимова Ергомышев, командуя линейным кораблем «Великий князь Константин», участвовал в истреблении турецкой эскадры на Синопском рейде. За отличную храбрость, оказанную в сражении Льву Андреевичу Ергомышеву был пожалован чин капитана 1 ранга, годовой оклад жалования и вместо аренды в течение 12 лет по 800 рублей ежегодно из государственного казначейства.
С 13 сентября по 9 октября 1854 года Лев Ергомышев находился в составе гарнизона города Севастополя и командовал 3-м бастионом и батареями на Бомборской высоте, имея под командою 4 морских и 4 пехотных батальона. 5 октября 1854 года при бомбардировании неприятелем города Севастополя, находясь на 3-м бастионе, при взрыве порохового погреба был контужен в лицо и левое плечо, а потом ядром в правую сторону головы и плечо. За храбрость и мужество при обороне Севастополя Лев Андреевич Ергомышев был награждён орденом «Святого Владимира» 3 степени с мечами и золотой полусаблей с надписью «За храбрость» и отправлен на лечение от контузии в симферопольский госпиталь.
С 1 января по 7 октября 1855 года Лев Ергомышев находился в отпуске для излечения от ран и контузий в Киеве. После лечения 16 октября 1855 года был назначен командиром 35 флотского экипажа, а также награждён серебряной медалью «За защиту Севастополя». 30 апреля 1856 года в связи с ухудшением состояния здоровья был назначен членом экспедиции пароходных сообщений, а в сентябре — капитаном Одесского порта. В конце того же года Лев Ергомышев был награждён бронзовой медалью «В память войны 1853—1856 годов».
29 апреля 1858 года Лев Ергомышев был назначен комендантом Феодосийского порта с состоянием по флоту. Лев Андреевич Ергомышев умер 20 января (1 февраля) 1859 года и был похоронен в городе Феодосия, на старом городском кладбище.

## Награды

Бюст Ергомышева на Аллее Героев в Феодосии.

Лев Андреевич Ергомышев был награждён:
- 1838 — орден «Святого Станислава» 3 степени с мечами за отличие и храбрость в действительных сражениях против горцев 12, 13, 14 мая и 10 июля 1838 года при устье рек Туапсе и Шапсуго;
- 1849 — орден «Святой Анны» 3 степени за отлично усердную и ревностную службу;
- 1852 — орден «Святого Георгия» 4 степени за выслугу на море 18-ти шестимесячных кампаний;
- 1854 — орден «Святого Владимира» 3 степени с мечами и золотой полусаблей с надписью «За храбрость» за храбрость и мужество при обороне Севастополя;
- 1855 — серебряная медаль «За защиту Севастополя»;
- 1856 — бронзовая медаль «В память войны 1853—1856 годов».

## Память
Похоронен в Феодосии, на Старом городском кладбище.
В Феодосии, по улице Горького у д. 24-26, на Платановой аллее установлен постамент Льву Андреевичу Ергомышеву с текстом: «Ергомышев Лев Андреевич — Герой Синопа и Крымской войны».